# Joseph Vital Lacaze
Pour les articles homonymes, voir Lacaze.
Joseph Vital Lacaze né le 15 mars 1874 à Tournecoupe et mort le 8 juin 1945 à Pontault (aujourd'hui Pontault-Combault) est un peintre français. 

## Biographie
Joseph Vital Lacaze naît le 15 mars 1874 à Tournecoupe, de François David Lacaze, facteur, et d'Ernestine Pauline Crèbesèques.
Élève à Paris à l'École des arts décoratifs et aux Beaux-Arts, il étudie auprès de Gustave Moreau et de Fernand Cormon. Peintre de portraits de paysages dans un style post-impressionniste, il expose régulièrement au Salon des artistes français à Paris à partir de 1895. Il enseigne à l'École des arts décoratifs de Paris.
Il épouse en secondes noces Georgette Sauer à Paris en 1911.
Il est nommé chevalier de la Légion d'honneur en 1932 sur proposition du ministère des Colonies.
Joseph Vital Lacaze meurt le 8 juin 1945 à Pontault.

## Œuvres
- Auch, musée des Amériques : Grange à Tournecoupe, huile sur bois, 26 × 36 cm[6].